# (3351) Smith
(3351) Smith es un asteroide que forma parte del cinturón de asteroides y fue descubierto por Edward L. G. Bowell desde la Estación Anderson Mesa, en Flagstaff, Estados Unidos, el 7 de septiembre de 1980.

## Designación y nombre
Smith fue designado al principio como 1980 RN1.
Más adelante, en 1986, se nombró en honor del astronauta estadounidense Michael Smith (1945-1986), fallecido en el accidente del Challenger.

## Características orbitales
Smith está situado a una distancia media del Sol de 3,043 ua, pudiendo alejarse hasta 3,861 ua y acercarse hasta 2,224 ua. Su inclinación orbital es 13,23 grados y la excentricidad 0,2689. Emplea en completar una órbita alrededor del Sol 1938 días.

## Características físicas
La magnitud absoluta de Smith es 12,9.